# Бакталорантхаза
Ба́кталорантхаза (венг. Baktalórántháza) — город в медье Сабольч-Сатмар-Берег в регионе Северный Альфёльд на востоке Венгрии.

## География
Город занимает площадь в 35,25 км². По переписи 2002 года его население составляет 4295 человек.

## История
Бакталорантхаза был основан в конце Медного века. Первое документальное упоминание о городе, называемом в то время Бакта (Bakta), датируется 1271 годом. В 1282 году там была построена первая католическая церковь.
Постройку замка графом Laszlo Barkoczy относят к периоду 1618—1638 годов. В 1710-х годах частым гостем замка был Ференц II Ракоци.

## Религия
Римско-католическая церковь ещё со Средних веков и до настоящего времени занимает заметное место в жизни города. Местная католическая церковь была построена в 1282 году. Также здесь есть греко-католическая церковь, возведённая в 1842 году в стиле позднего барокко.
В начале XVII века появилась и пресвитерианская церковь, между 1842 и 1844 годами к ней был добавлен церковный колокол.

## Образование
Географически Бакталорантхаза расположен в центре медье. Здесь есть высшая школа на 1500 учащихся, что делает место важным образовательным городом. В этом учреждении обучаются студенты в том числе из Румынии.

## Население
| Год  | Численность | Численность |
| ---- | ----------- | ----------- |
| 2013 | 4037        | [ 2 ]       |
| 2014 | 3989        | [ 3 ]       |
| 2018 | 3918        | [ 4 ]       |
| 2021 | 3903        | [ 5 ]       |
| 2022 | 3420        | [ 6 ]       |
| 2023 | 3526        | [ 7 ]       |
| 2024 | 3554        | [ 1 ]       |

## Города-побратимы
- Ciumani[вд], Румыния
- Ланьцут, Польша[8]
- Рацкеве, Венгрия